# Tomasa Canals Talens
Tomasa Canals Talens (Carcaixent, 22 d'abril de 1744 - La Barraca d'Aigües Vives, 21 de juny de 1805) fou una colona valenciana, pionera de la població de la Barraca d'Aigües Vives.
Filla de Vicent Canals i Carbonell i Mariana Talens i Pérez, es va casar el 10 de març de 1763 amb Raimundo Martínez Ramos, de Carcaixent. D’este matrimoni van nàixer quatre fills: Mariana (1764), Agustí (1766) i Mariana (1768). I en segones núpcies es va casar el 19 de setembre de 1775 amb Agustí Piera i Pla, major, llaurador, habitador de la Barraca d’Aigües Vives. D’este matrimoni consten batejats a Carcaixent, entre altres: Francesca (1777), Antoni Vicent (1779), Agustina Maria (1783), Maria Antònia (1786). Fou una de les colones que firmaren la carta de població de la Barraca d’Aigües Vives l’any 1796. Va fer testament el 30 de maig de 1805 davant el notari Josep Tomàs Rubió.